# Valea Danului
Valea Danului is een Roemeense gemeente in het district Argeș.
Valea Danului telt 3003 inwoners.